# Острови Пакрі
Пакрі (ест. Pakri saared, швед. Rågöarna) — два острови в Балтійському морі, Фінської затоки: Вяйке-Пакрі (ест. Väike-Pakri) та Суур-Пакрі (ест. Suur-Pakri). Острови Пакрі входять до складу міста Палдіскі, повіт Гар'юмаа в Естонії.

## Етимологія
Шведська назва островів Rågöarna означає «Острови жита» — так склалося історично, що жито було основним врожаєм на островах. Таким чином, Stora Rågö (Суур-Пакрі) і Lilla Rågö (Вяйке-Пакрі) означали — «Великий острів жита» та «Малий острів жита», відповідно.
За площею Вяйке-Пакрі (12,87 км²) насправді дещо більший, ніж Суур-Пакрі (11,6 км²). Причина цього протиріччя можливо полягає в тому, що раніше Суур-Пакрі заселяло більше жителів і було більше земель для сільськогосподарського призначення й відповідно, його вважали важливішим.

## Історія
Заселення островів почалося в 1345 році, коли п'ять шведських сімей викупили землю у монастиря Падізе і оселилися на західному острові.

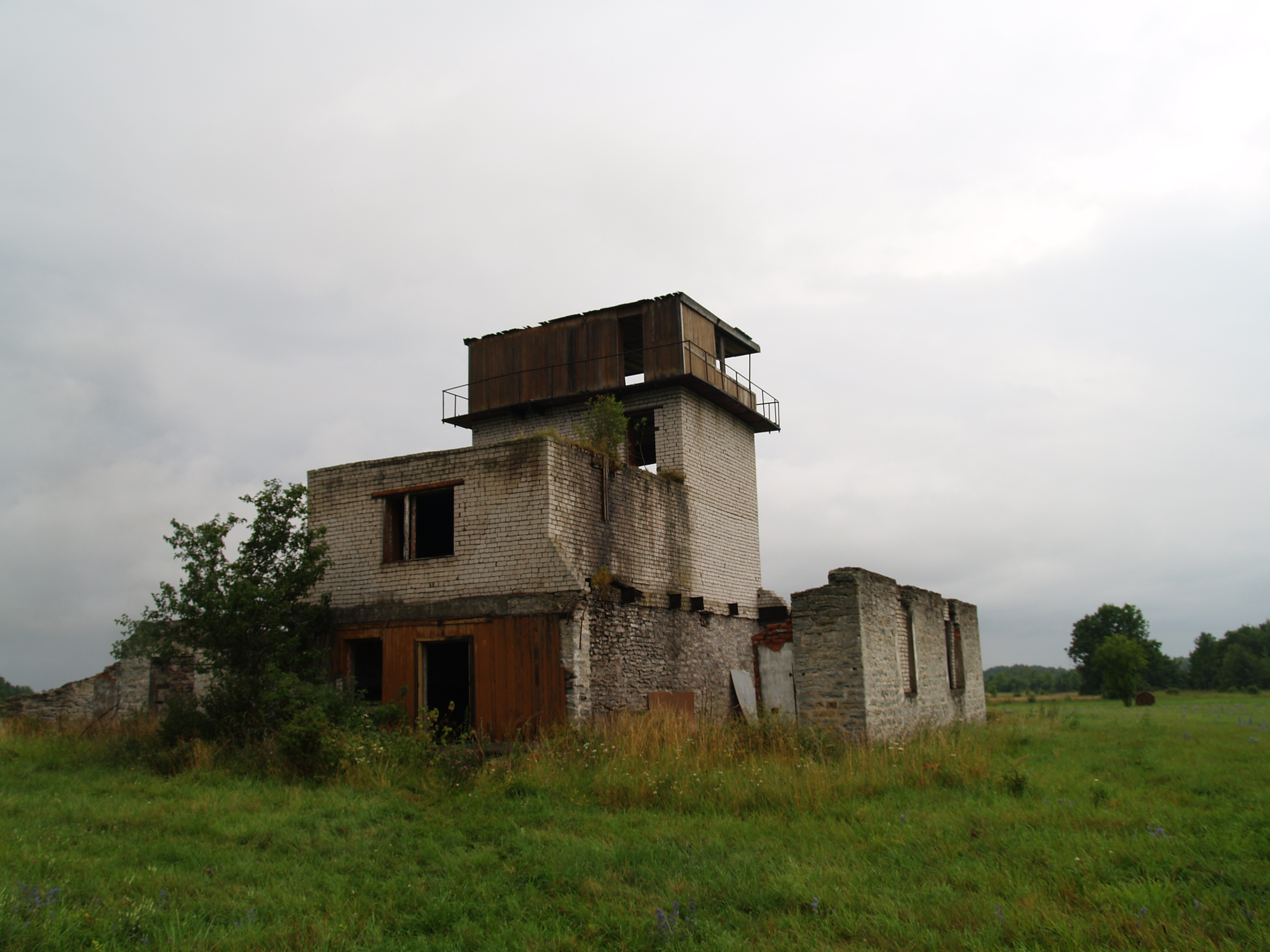
Руїни радянської військової частини на тер. Вяйке-Пакрі

За часів першої Естонської республіки острови утворювали окрему волость. У 1934 році на островах в п'яти селах жило 354 осіби, майже всі шведи, а також 13 німців. Тут налічувалося 119 домогосподарств, був невеликий музей народного мистецтва (відкритий в 1935 році, закритий в 1940). Обидва острови мали свої власні церкви і школи. Після підписання пакту Молотова — Ріббентропа і подальшого впливу Радянського Союзу (див Окупація балтійських країн), в 1940 році всі жителі острова були змушені покинути територію (переважно до Швеції) — острови були позначені як військова база для Радянської Армії.

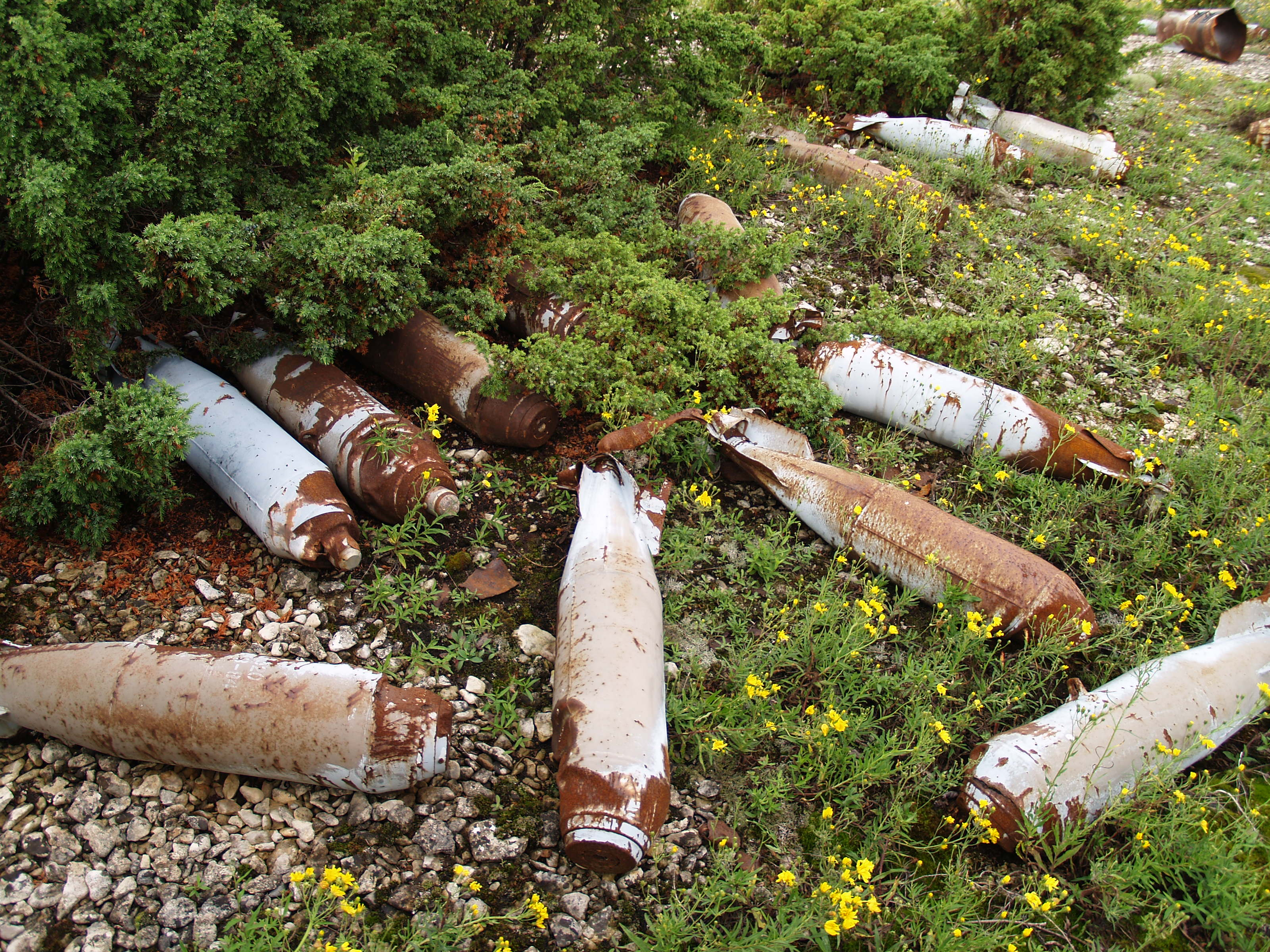
Залишки із часів, коли острови були використані як майданчик для повітряних бомбардувань радянських військ.

 Але на Вяйке-Пакрі в селі Вяйкекюла кілька жителів проживало аж до 1965 року. Під час Другої світової війни на острові працювали дві радянські берегові батареї — одна на Вяйке-Пакрі, інша на Суур-Пакрі.

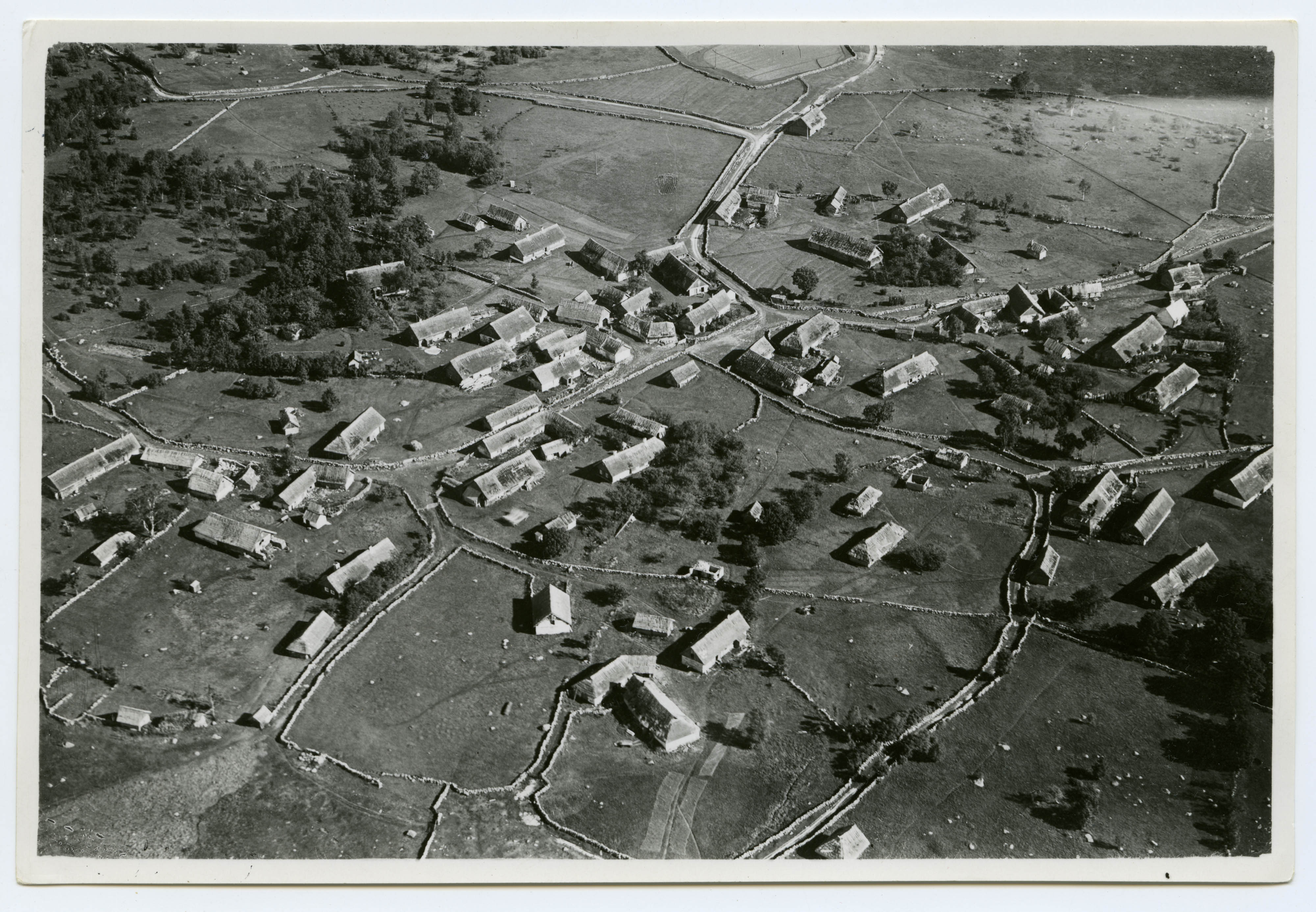
селище Сууркюла(Suurküla) в 1930 році

У післявоєнний період на островах розташовувався військовий полігон, — територія використовувалася для бомбометання.
До 1997 року велика частина островів була очищена від бомб і снарядів, проте на західному острові Суур-Пакрі і зараз не рекомендується залишати узбережжя й стежки. Частина території островів була включена до складу ландшафного заказника Пакрі, інша частина земель, за законом про реституцію, була повернута власникам часів Естонської республіки.
У 2004 році на островах знову з'явилося постійне населення — репатріант з Швеції, що народився тут у роки Другої Світової війни, став відновлювати батьківську ферму на Вяйке-Пакрі. В кінці 2000-х років, в пресі з'явилася інформація, про можливі геологічні дослідження на островах, для з'ясування можливості будівництва АЕС, а також негативної реакції громадськості на такі плани.

## Географія

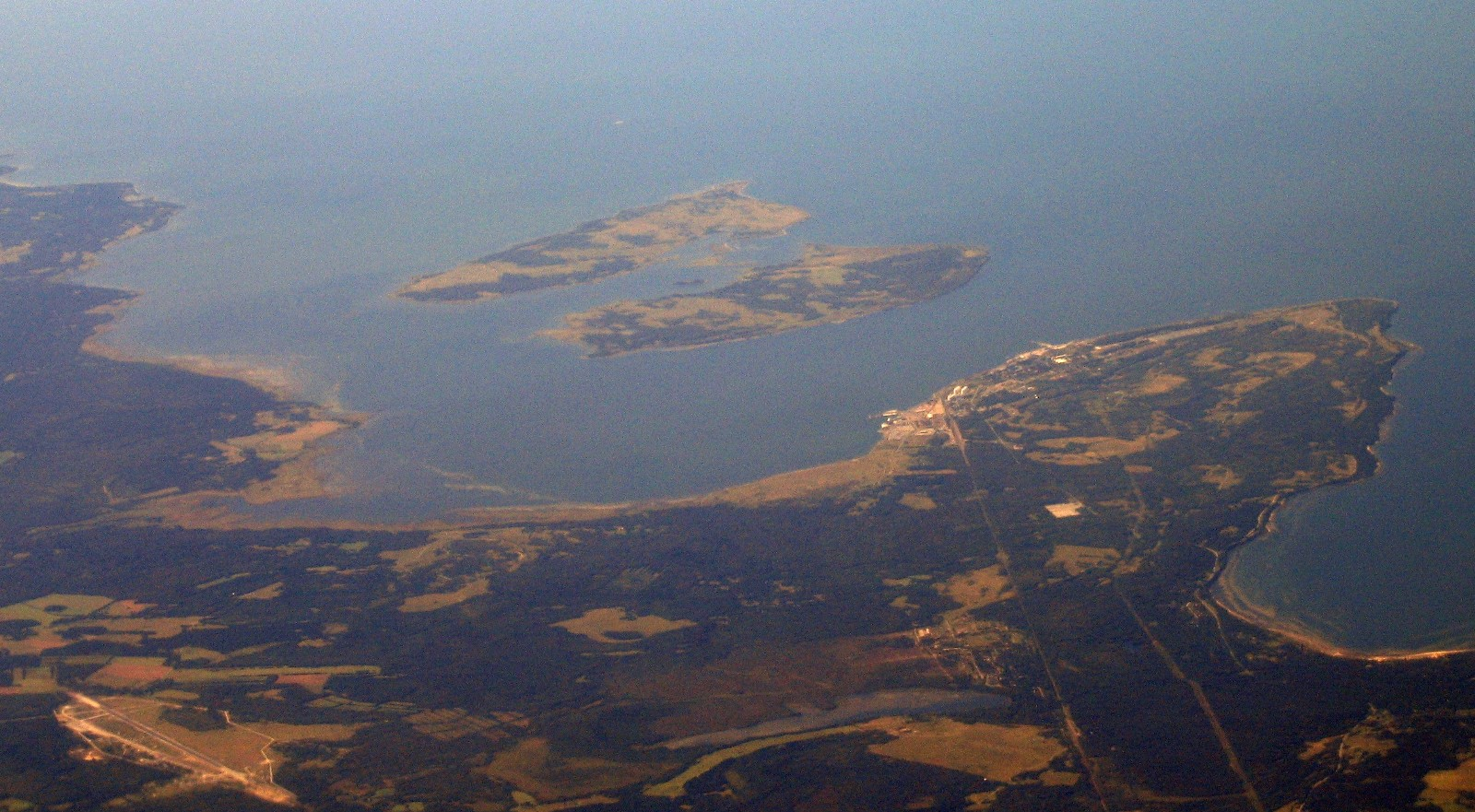
Аерофото знімок островів Пакрі і півострова Пакрі

Острови Пакрі розташовані на північному заході Естонії, в Балтійському морі, Фінської затоки і підпорядковані місту Палдіскі, повіт Гар'юмаа. До складу входять два острови: Вяйке-Пакрі та Суур-Пакрі.

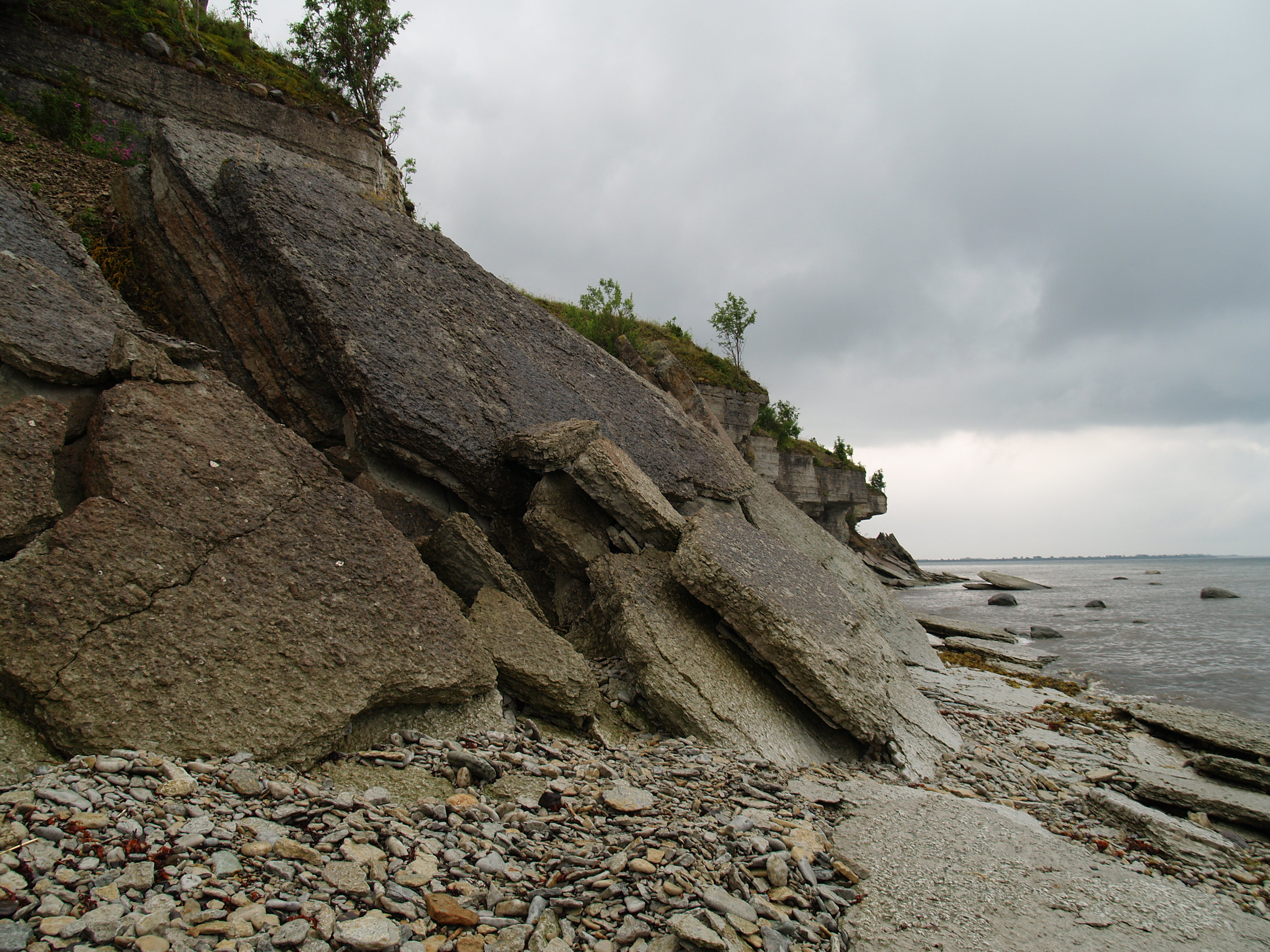
Північне узбережжя Вяйке-Пакрі

Площа Вяйке-Пакрі становить 12,87 км², Суур-Пакрі охоплює 11,6 км² (8 і 9 позиція в списку найбільших островів в Естонії). Вяйке-Пакрі знаходиться вище, відносно моря, ніж Суур-Пакрі (17 м і 8 м відповідно). Обидва острова мають близько 6 км у довжину і 2-2,5 км в ширину. Також тут присутні кілька маленьких острівців, що розташовані між вдома островами. Острови відділені від материка з півдня водами протоки Курксісалме (ширина близько 3 км), зі сходу — затокою Палдіскі (раніше Рогервік, ширина близько 3 км, глибина до 20 м). У 1952 році, Радянською армією була побудована набережна, що з'єднує два острови. Частина території островів входить до складу ландшафтного заказника Пакрі. На територіях обох островів спостерігається Балтійсько-Ладозький уступ, який на Вяйке-Пакрі досягає 13-14 м у висоту.
До Другої світової війни на двох островах було 5 сіл, три на території Суур-Пакрі і два на Вяйке-Пакрі.

### Природа

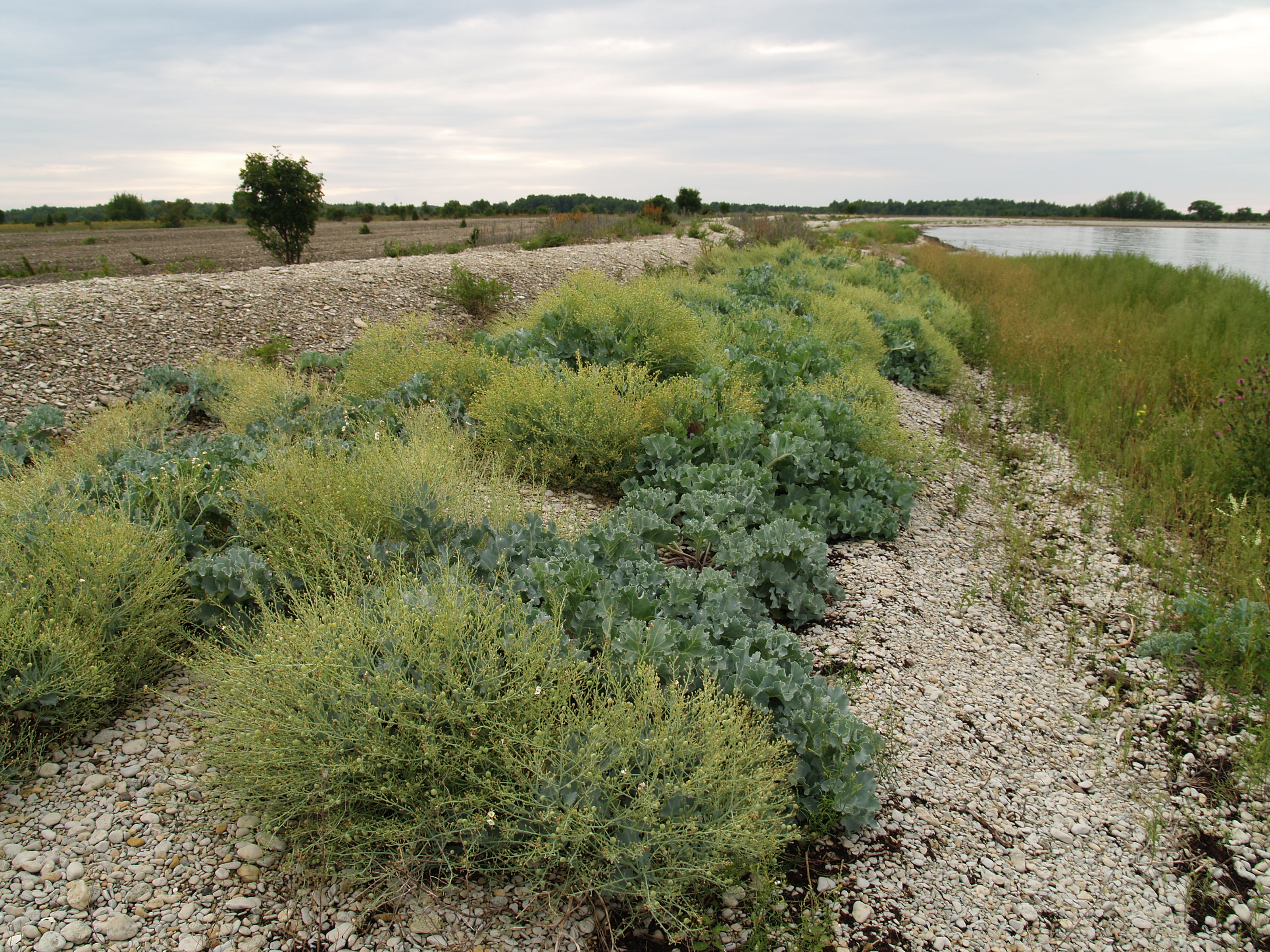
Катран морський на узбережжі

На території Суур-Пакрі простягається, відносно, невеликий луг з кількома дрібними озерами і площею понад 500 га. Ростуть в основному ксерофільні трави, сукуленти, мохи та лишайники. Чагарники, як правило, невеликого зросту і типовими, тут представниками є ялівець, обліпиха, жостір та деякі види горобини.
На території Вяйке-Пакрі, на місці колишнього кар'єру є болото де вона росте ряд рідкісних орхідей і мохів. Навколо озера і в протоці між островами, є невеликі групи водоплавних птахів.
Для охорони рідкісних мешканців, у 1998 році було встановлено охоронну територію площею в 1451 га, яка розкинулася на північну частину обох островів, більшість маленьких островів в протоці, у південній частині острова Вяйке-Пакрі, а також частина півострова Пакрі.

## Туризм
Найбільш поширений спосіб, щоб дістатися до островів — це взяти човен на прокат. Найкращим варіантом буде човен з порту Курксе, волость Падізе (волость). На обох островах позначені туристські стежки в декількох місцях та присутня невелика кількість інформаційних дощок. Враховуючи, на масштабні роботи, які проводилися з розмінуванням, є ймовірність, що на території островів присутні боєприпаси, які ще не розірвались. Тому рекомендується не покидати позначених стежин і ділянок. Через забруднення, викликаного радянськими військами, які деякий час дислокувались на територіях островів і проводили військові навчання, не можливо пити воду з місцевих джерел, тому питну воду, необхідно брати з собою. На додаток до унікальних ландшафтним утворень, можна додати кілька визначних пам'яток, помісних церков, руїни сіл і частково збережених кладовищ.

## Галерея

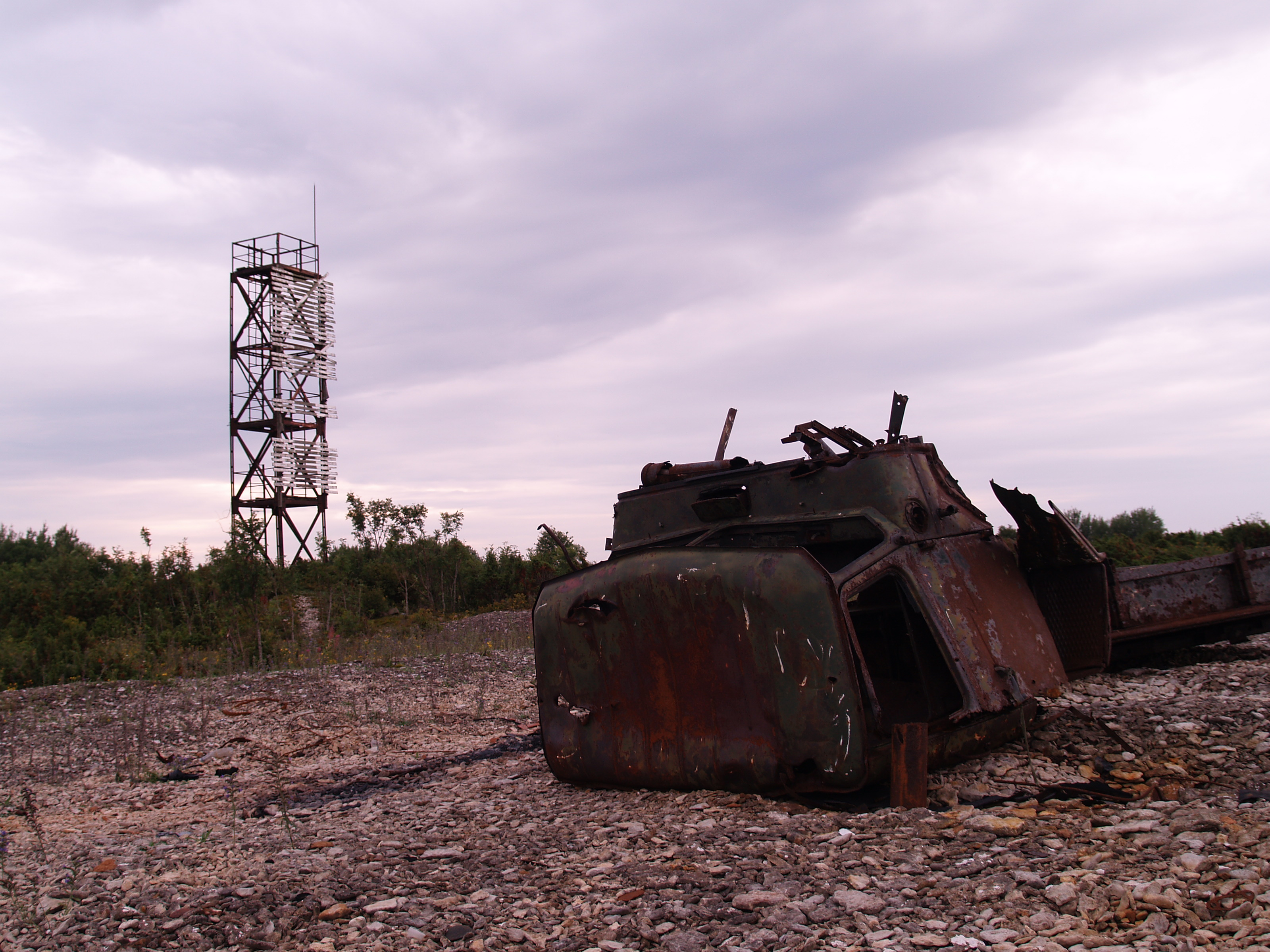
Сліди військової присутності на Вяйке-Пакрі
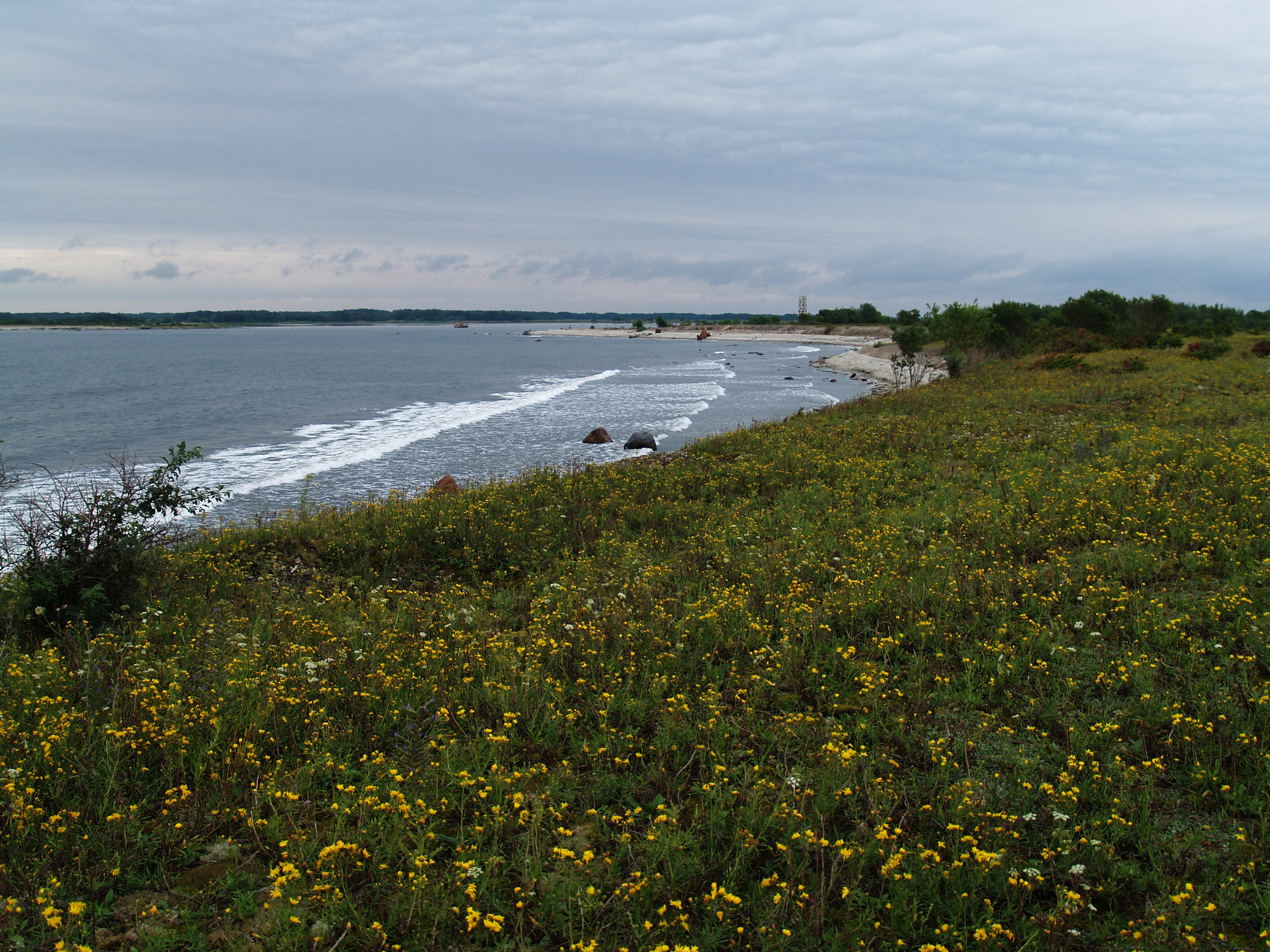
Північне узбережжя
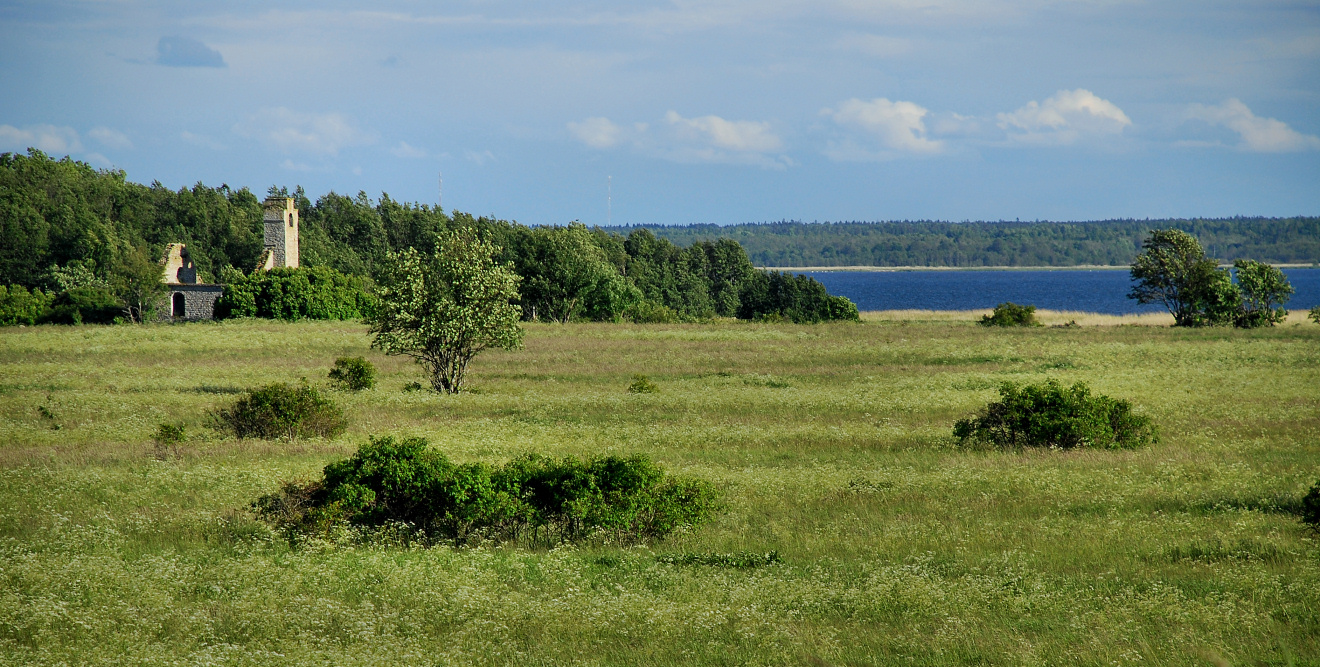
Пейзаж із закинутою кірхою на Суур-Пакрі
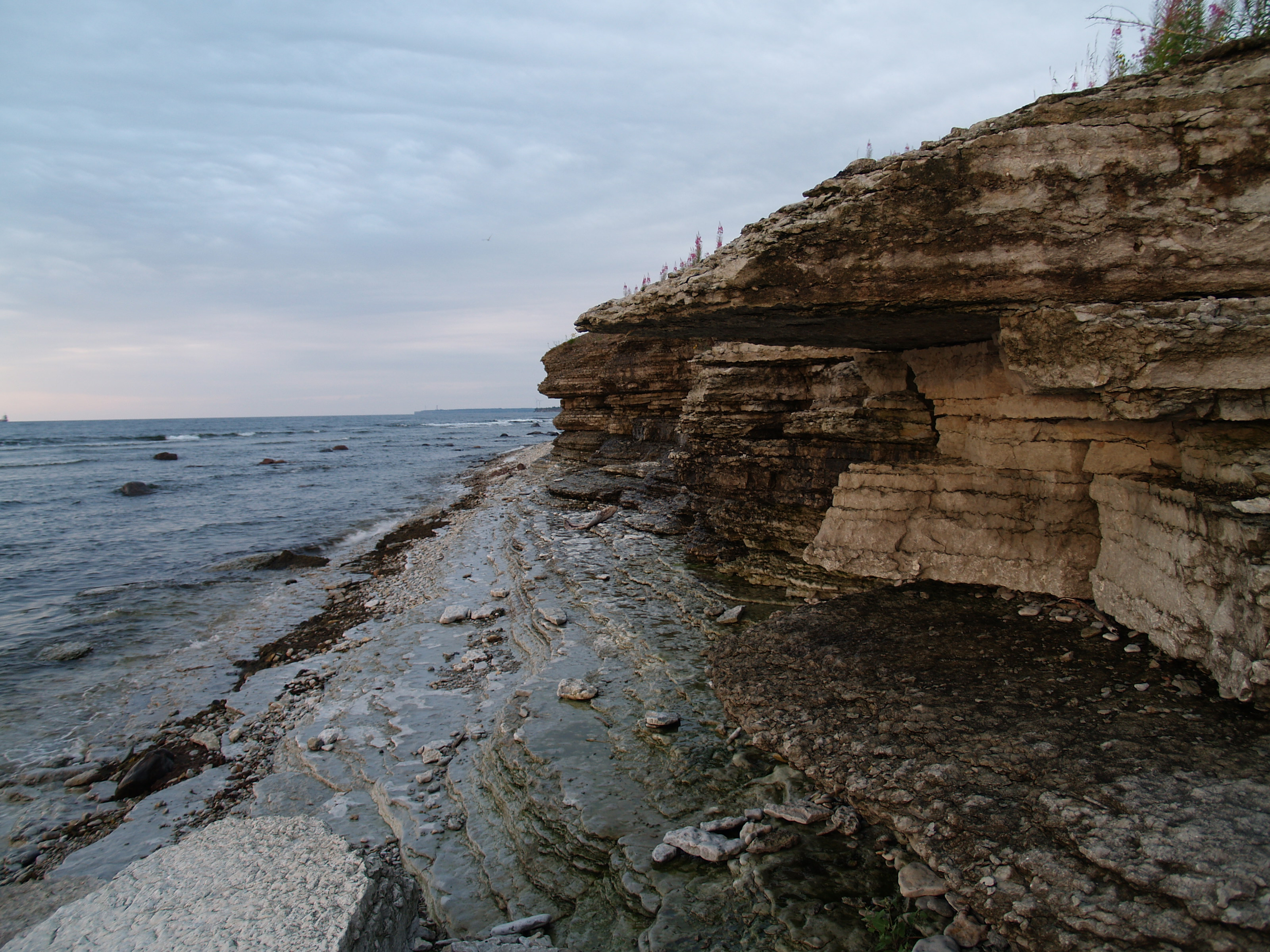
Берег Суур-Пакрі
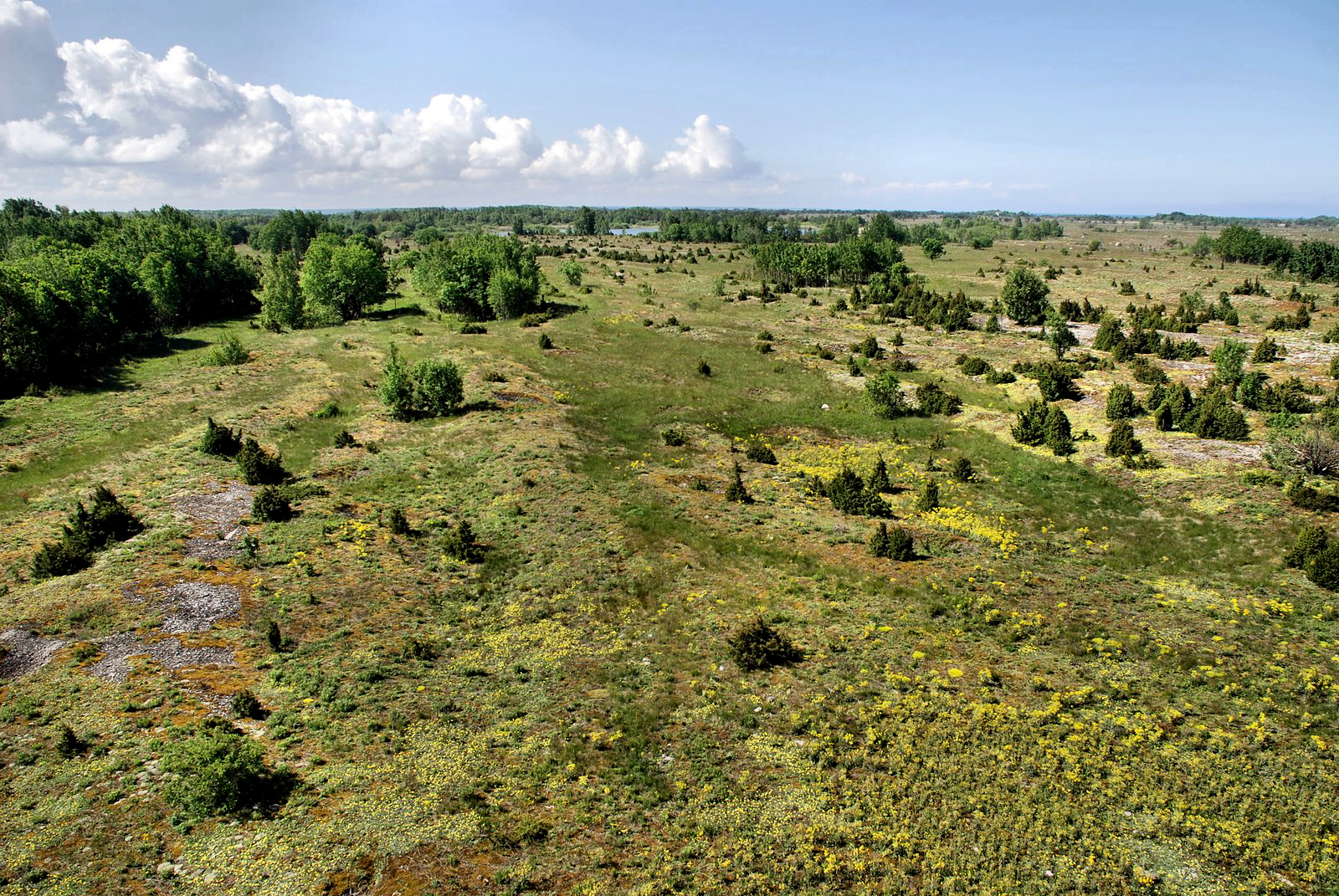
Суур-Пакрі
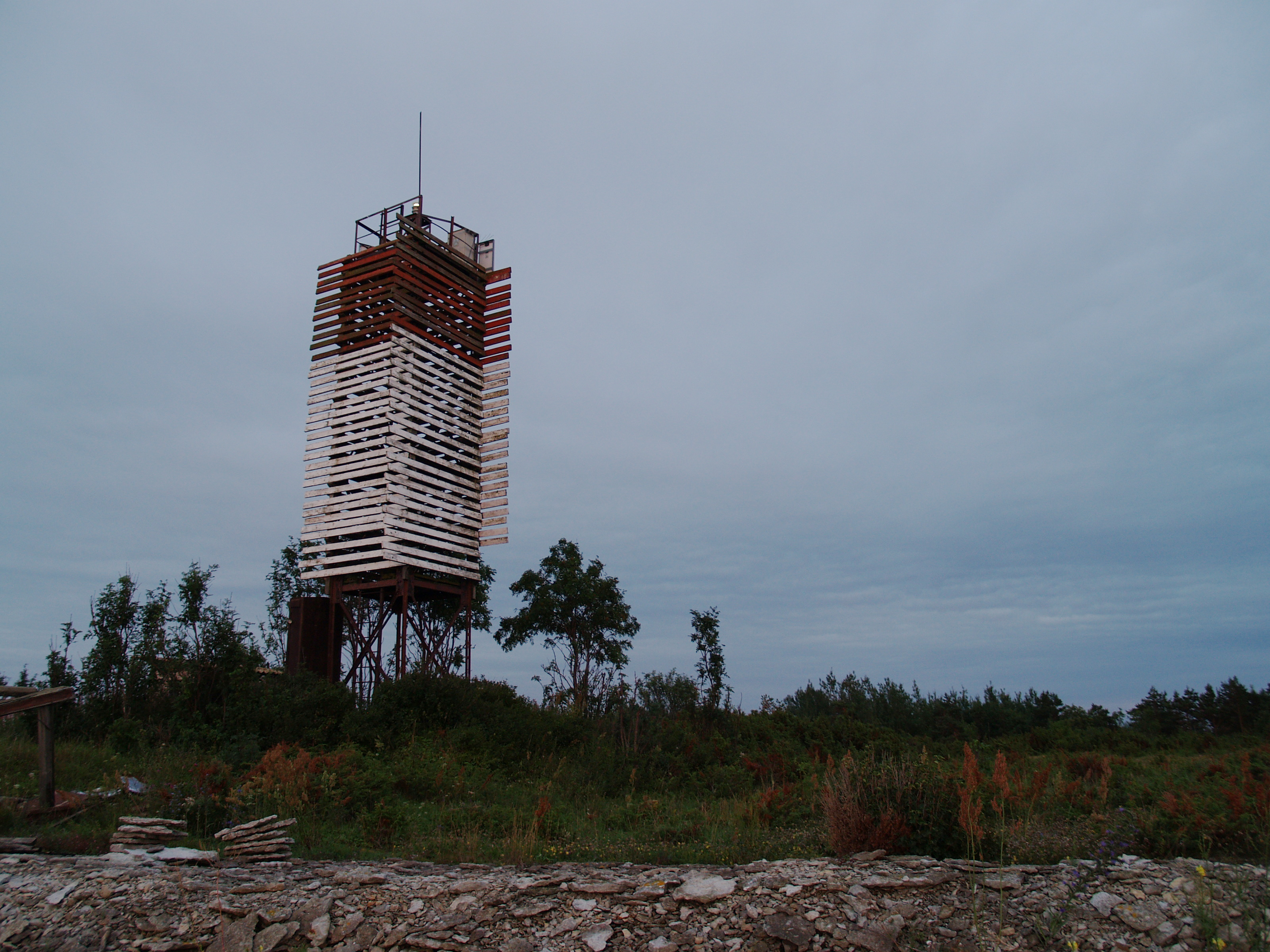
Маяк на Суур-Пакрі
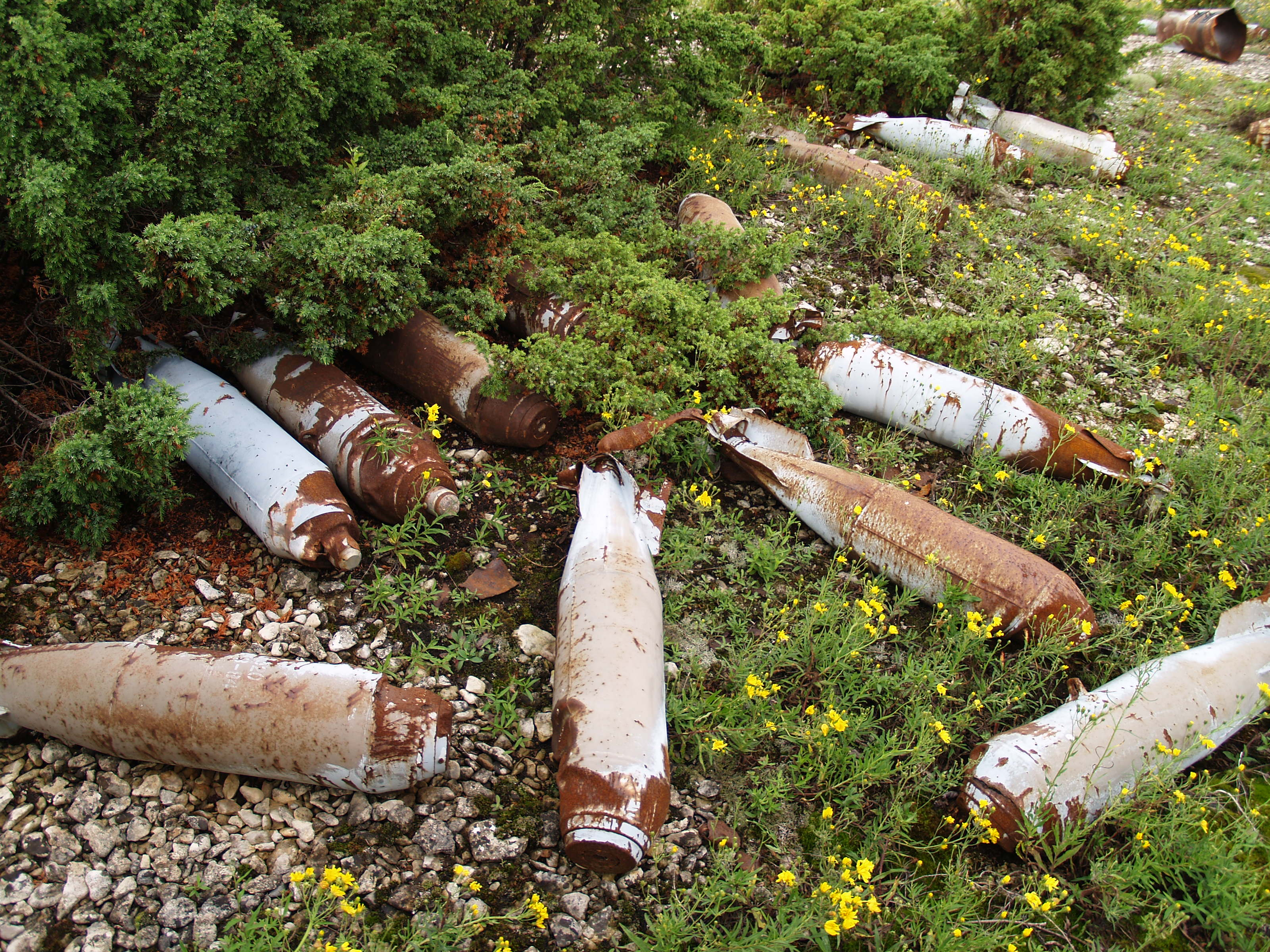
Авіабомби на Суур-Пакрі
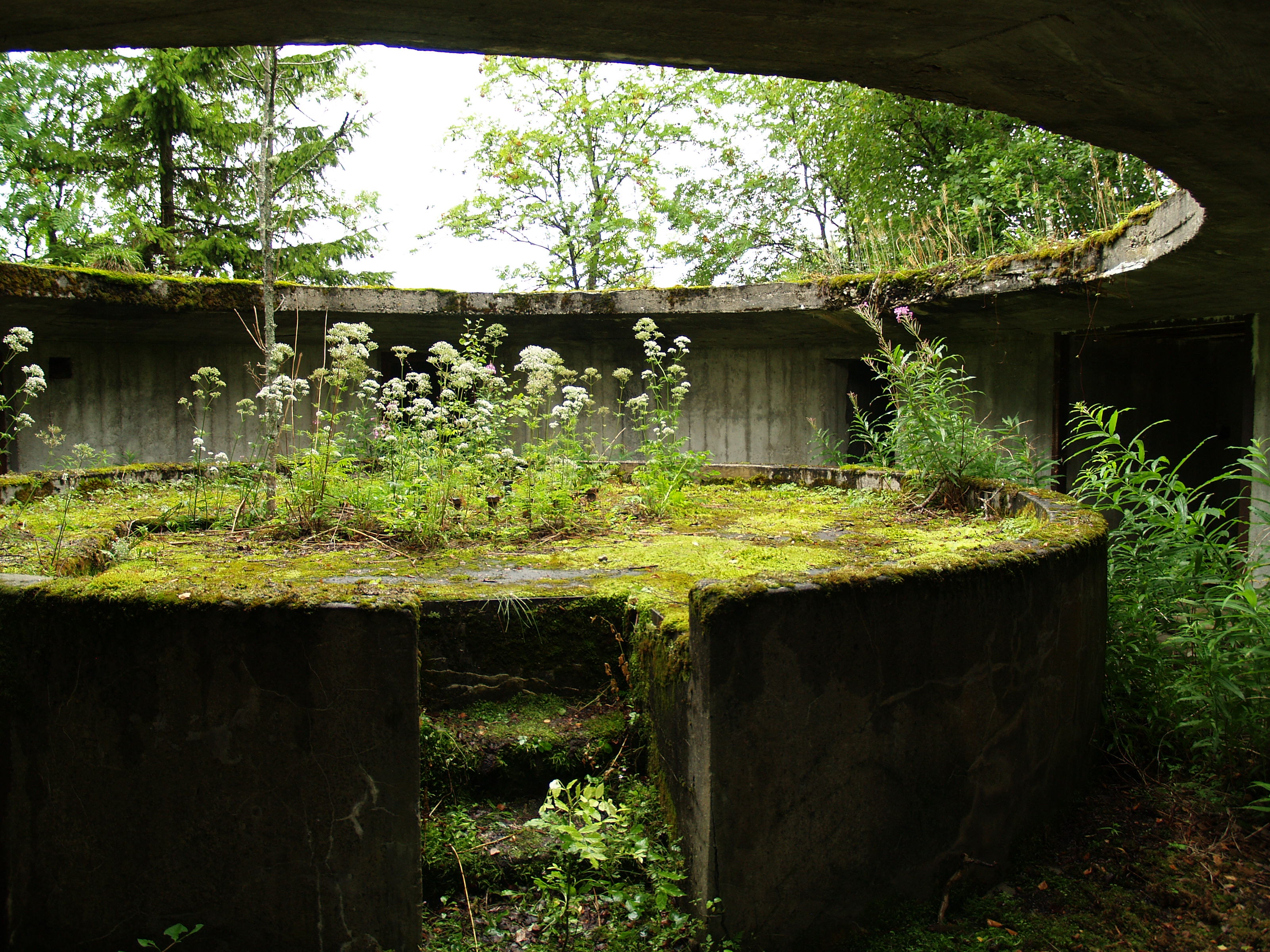
Залишки берегової батареї часів Другої Світової Війни на Вяйке-Пакрі